# Гоян, Дорин
До́рин Го́ян (рум. Dorin Goian; род. 12 декабря 1980, Сучава) — румынский футболист, завершивший игровую карьеру, защитник. Выступал за сборную Румынии.

## Карьера
С 4 марта 2005 года по 2009 год выступал за клуб «Стяуа» (Бухарест). 6 августа 2009 года перешёл в итальянский клуб «Палермо».
В августе 2010 года Гоян получил травмы колена и голеностопа и выбыл из строя на 40 дней.
25 июля 2011 года подписал контракт с шотландским клубом «Рейнджерс» сроком на 3 года.
В сезоне 2012-13 играл в аренде в итальянской Специи.
С 2005 по 2014 год  — в сборной Румынии.
В августе 2016 года Дорин объявил о завершении карьеры.

## Достижения
«Стяуа»
- Чемпион Румынии (2): 2004/05, 2005/06